# Бабич, Борис Вячеславович
Бори́с Вячесла́вович Ба́бич (? — ?) — украинский общественный и политический деятель УНР. Член Центральной Рады. Член ЦК Крестьянского союза (укр. Селянська спілка). Деятель украинского социал-демократического движения.
В 1917 г. принимал участие в работе апрельской Всеукраинской конференции УСДРП как делегат от Новоград-Волынской партийной организации. Входил в состав украинской делегации на съезде порабощённых народов России как представитель от украинской социал-демократии. 9 сентября 1917 г. Малая Рада утвердила его кандидатуру в состав украинской делегации на Демократическое совещание в Петрограде. В 1918 г. фамилия Бабича в материалах Центральной Рады не упоминается. Дальнейшая судьба неизвестна.